# Христо Петков (революционер)
Вижте пояснителната страница за други личности с името Христо Петков.
Христо Петков е български революционер, деец на Вътрешната македоно-одринска революционна организация.

## Биография
Христо Петков е роден в гевгелийското село Смоквица, тогава в Османската империя. Брат е на Коста Христов Попето. Влиза във ВМОРО и става четник на Ичко Димитров. В края на 1906 година става самостоятелен войвода и действа в Гевгелийско до Младотурската революция.